# Trichonta canariensis
Trichonta canariensis är en tvåvingeart som beskrevs av Landrock 1925. Trichonta canariensis ingår i släktet Trichonta och familjen svampmyggor.
Artens utbredningsområde är Kanarieöarna. Inga underarter finns listade i Catalogue of Life.